# ATP Mailand
Das ATP-Turnier von Mailand war ein Herren-Tennisturnier, das von 1978 bis 2005 ausgetragen wurde. Zwischen 1998 und 2000 fand das Turnier vorübergehend in London statt. Gespielt wurde in der Halle auf Teppich, bis auf das Jahr 2000, als ausnahmsweise auf Hartplätzen gespielt wurde.

## Geschichte
Die ersten vier Ausgaben des Turniers fanden im Zuge der World Championship Tennis statt. Die folgenden acht Ausgaben waren Teil der Super Series, der höchsten Turnierkategorie nach den Grand-Slam-Turnieren im Grand Prix Tennis Circuit. Bei der Gründung der ATP Tour 1990 war das Turnier Teil der World Series, der niedrigsten Turnierkategorie. Von 1993 bis 2000 war es Teil der höher dotierten ATP Championship Series bzw. deren Nachfolgeserie ATP International Series Gold. Nach drei Ausgaben in London verlor das Turnier seinen Hauptsponsor und musste zurück nach Mailand ziehen. Es wurde zudem wieder in die International Series runtergestuft.
Das Turnier fand in seiner Geschichte auf vielen Anlagen statt. Bis 1984 wurde im Palasport di San Siro gespielt, ehe dort nach Schneefall das Dach einstürzte und man 1985 ins PalaLido wechselte. 1987 zog das Turnier ins PalaSharp, bevor man 1991 ins Mediolanum Forum wechselte. Die Ausgaben 1996 und 1997 fanden wieder im PalaSharp statt. Für die ersten zwei Ausgaben in London wurde im Battersea Park gespielt, bevor 2000 in die London Arena umgezogen wurde. Nach dem Wechsel des Austragungsortes zurück nach Mailand spielte man bis zur letzten Ausgabe 2005 wieder in PalaSharp statt.

## Siegerliste
Rekordsieger mit je vier Siegen im Einzel und drei im Doppel sind Boris Becker und John McEnroe, wobei Becker einmal mehr im Finale stand.

### Einzel
| Austragungsort | Jahr | Sieger                 | Finalgegner        | Finalergebnis    |
| -------------- | ---- | ---------------------- | ------------------ | ---------------- |
| Mailand        | 2005 | Robin Söderling        | Radek Štěpánek     | 6:3, 6:72, 7:65  |
| Mailand        | 2004 | Antony Dupuis          | Mario Ančić        | 6:4, 6:712, 7:65 |
| Mailand        | 2003 | Martin Verkerk         | Jewgeni Kafelnikow | 6:4, 5:7, 7:5    |
| Mailand        | 2002 | Davide Sanguinetti     | Roger Federer      | 7:62, 4:6, 6:1   |
| Mailand        | 2001 | Roger Federer          | Julien Boutter     | 6:4, 6:77, 6:4   |
| London         | 2000 | Marc Rosset            | Jewgeni Kafelnikow | 6:4, 6:4         |
| London         | 1999 | Richard Krajicek       | Greg Rusedski      | 7:66, 6:75, 7:5  |
| London         | 1998 | Jewgeni Kafelnikow (2) | Cédric Pioline     | 7:5, 6:4         |
| Mailand        | 1997 | Goran Ivanišević (2)   | Sergi Bruguera     | 6:2, 6:2         |
| Mailand        | 1996 | Goran Ivanišević (1)   | Marc Rosset        | 6:3, 7:63        |
| Mailand        | 1995 | Jewgeni Kafelnikow (1) | Boris Becker       | 7:5, 5:7, 7:66   |
| Mailand        | 1994 | Boris Becker (4)       | Petr Korda         | 6:2, 3:6, 6:3    |
| Mailand        | 1993 | Boris Becker (3)       | Sergi Bruguera     | 6:3, 6:3         |
| Mailand        | 1992 | Omar Camporese         | Goran Ivanišević   | 3:6, 6:3, 6:4    |
| Mailand        | 1991 | Alexander Wolkow       | Cristiano Caratti  | 6:1, 7:5         |
| Mailand        | 1990 | Ivan Lendl (3)         | Tim Mayotte        | 6:3, 6:2         |
| Mailand        | 1989 | Boris Becker (2)       | Alexander Wolkow   | 6:1, 6:2         |
| Mailand        | 1988 | Yannick Noah           | Jimmy Connors      | 4:4 aufgg.       |
| Mailand        | 1987 | Boris Becker (1)       | Miloslav Mečíř     | 6:4, 6:3         |
| Mailand        | 1986 | Ivan Lendl (2)         | Joakim Nyström     | 6:2, 6:2, 6:4    |
| Mailand        | 1985 | John McEnroe (4)       | Anders Järryd      | 6:4, 6:1         |
| Mailand        | 1984 | Stefan Edberg          | Mats Wilander      | 6:4, 6:2         |
| Mailand        | 1983 | Ivan Lendl (1)         | Kevin Curren       | 5:7, 6:3, 7:6    |
| Mailand        | 1982 | Guillermo Vilas        | Jimmy Connors      | 6:3, 6:3         |
| Mailand        | 1981 | John McEnroe (3)       | Björn Borg         | 7:6, 6:4         |
| Mailand        | 1980 | John McEnroe (2)       | Vijay Amritraj     | 6:1, 6:4         |
| Mailand        | 1979 | John McEnroe (1)       | John Alexander     | 6:4, 6:3         |
| Mailand        | 1978 | Björn Borg             | Vitas Gerulaitis   | 6:3, 6:3         |

### Doppel
| Austragungsort | Jahr | Sieger                                  | Finalgegner                           | Finalergebnis      |
| -------------- | ---- | --------------------------------------- | ------------------------------------- | ------------------ |
| Mailand        | 2005 | Daniele Bracciali Giorgio Galimberti    | Jean-François Bachelot Arnaud Clément | 6:78, 7:66, 6:4    |
| Mailand        | 2004 | Jared Palmer Pavel Vízner               | Daniele Bracciali Giorgio Galimberti  | 6:4, 6:4           |
| Mailand        | 2003 | Petr Luxa Radek Štěpánek                | Tomáš Cibulec Pavel Vízner            | 6:4, 7:64          |
| Mailand        | 2002 | Karsten Braasch Andrei Olchowski        | Julien Boutter Maks Mirny             | 3:6, 7:65, [12:10] |
| Mailand        | 2001 | Paul Haarhuis Sjeng Schalken            | Johan Landsberg Tom Vanhoudt          | 7:65, 7:64         |
| London         | 2000 | David Adams John-Laffnie de Jager       | Jan-Michael Gambill Scott Humphries   | 6:3, 6:77, 7:611   |
| London         | 1999 | Tim Henman Greg Rusedski                | Byron Black Wayne Ferreira            | 6:3, 7:66          |
| London         | 1998 | Martin Damm Jim Grabb                   | Jewgeni Kafelnikow Daniel Vacek       | 6:4, 7:5           |
| Mailand        | 1997 | Pablo Albano Peter Nyborg               | David Adams Andrei Olchowski          | 6:4, 7:6           |
| Mailand        | 1996 | Andrea Gaudenzi Goran Ivanišević (2)    | Guy Forget Jakob Hlasek               | 6:4, 7:5           |
| Mailand        | 1995 | Boris Becker (3) Guy Forget             | Petr Korda Karel Nováček              | 6:2, 6:4           |
| Mailand        | 1994 | Tom Nijssen Cyril Suk                   | Hendrik Jan Davids Piet Norval        | 4:6, 7:6, 7:6      |
| Mailand        | 1993 | Mark Kratzmann Wally Masur              | Tom Nijssen Cyril Suk                 | 4:6, 6:3, 6:4      |
| Mailand        | 1992 | Neil Broad David Macpherson             | Sergio Casal Emilio Sánchez           | 5:7, 7:5, 6:4      |
| Mailand        | 1991 | Omar Camporese (2) Goran Ivanišević (1) | Tom Nijssen Cyril Suk                 | 6:4, 7:6           |
| Mailand        | 1990 | Omar Camporese (1) Diego Nargiso        | Tom Nijssen Udo Riglewski             | 6:4, 6:4           |
| Mailand        | 1989 | Jakob Hlasek John McEnroe (3)           | Balázs Taróczy Heinz Günthardt        | 6:3, 6:4           |
| Mailand        | 1988 | Boris Becker (2) Eric Jelen             | Miloslav Mečíř Tomáš Šmíd             | 6:3, 6:3           |
| Mailand        | 1987 | Boris Becker (1) Slobodan Živojinović   | Sergio Casal Emilio Sánchez           | 3:6, 6:3, 6:4      |
| Mailand        | 1986 | Colin Dowdeswell Christo Steyn          | Brian Levine Laurie Warder            | 6:3, 4:6, 6:1      |
| Mailand        | 1985 | Heinz Günthardt (2) Anders Järryd       | Broderick Dyke Wally Masur            | 6:2, 6:1           |
| Mailand        | 1984 | Tomáš Šmíd (2) Pavel Složil (2)         | Kevin Curren Steve Denton             | 6:4, 6:3           |
| Mailand        | 1983 | Tomáš Šmíd (1) Pavel Složil (1)         | Fritz Buehning Peter Fleming          | 6:2, 5:7, 6:4      |
| Mailand        | 1982 | Heinz Günthardt (1) Peter McNamara      | Mark Edmondson Sherwood Stewart       | 7:6, 7:6           |
| Mailand        | 1981 | Brian Gottfried Raúl Ramírez            | John McEnroe Peter Rennert            | 7:6, 6:3           |
| Mailand        | 1980 | Peter Fleming (2) John McEnroe (2)      | Andrew Pattison Butch Walts           | 6:4, 6:3           |
| Mailand        | 1979 | Peter Fleming (1) John McEnroe (1)      | José Luis Clerc Tomáš Šmíd            | 6:2, 6:7, 6:2      |
| Mailand        | 1978 | José Higueras Víctor Pecci              | Wojciech Fibak Raúl Ramírez           | 5:7, 7:6, 7:6      |